# Amastus supersimilis
Amastus supersimilis är en fjärilsart som beskrevs av Paul Dognin 1923. Amastus supersimilis ingår i släktet Amastus och familjen björnspinnare. Inga underarter finns listade i Catalogue of Life.